# Heterometra singularis
Heterometra singularis is een haarster uit de familie Himerometridae.
De wetenschappelijke naam van de soort werd in 1909 gepubliceerd door Austin Hobart Clark.